# カルピネーティ
カルピネーティ（伊: Carpineti）は、イタリア共和国エミリア＝ロマーニャ州レッジョ・エミリア県にある、人口約3,900人の基礎自治体（コムーネ）。

## 地理

### 位置・広がり

#### 隣接コムーネ
隣接するコムーネは以下の通り。
- バイーゾ
- カジーナ
- カステルノーヴォ・ネ・モンティ
- トアーノ
- ヴィアーノ
- ヴィッラ・ミノッツォ

### 気候分類・地震分類
カルピネーティにおけるイタリアの気候分類 (it) および度日は、zona E, 2982 GGである。
また、イタリアの地震リスク階級 (it) では、zona 3 (sismicità bassa) に分類される。

## 行政

### 分離集落
カルピネーティには以下の分離集落（フラツィオーネ）がある。
- Bera, Branciglia, Busanella, Ca' Benno, Ca' de Beretti, Ca' de Lanzi, Ca' Dorsini, Ca' Morelli, Campo dell'Oppio, Campovecchio, Cantigalli, Ceriola, Cigarello, Colombaia, Costa di Iatica, Giavello, Iatica, Ibatica, La Svolta, Le Casette, Marola, Migliara, Montelago, Onfiano, Pantano, Poiago, Pontone, Riana, Rola, Saccaggio, San Donnino, Savognatica, Seminario, Spignana, Tincana, Valestra, Velluciana, Villa, Villaprara